# هندريك سميتس
هندريك سميتس (بالهولندية: Hendrik Smits)‏ هو مجدف هولندي، ولد في 9 ديسمبر 1907 في آتشيه في إندونيسيا، وتوفي في 12 سبتمبر 1976 في بوسوم في هولندا.

## وصلات خارجية
- هندريك سميتس على موقع الاتحاد الدولي للتجديف (الإنجليزية)
- هندريك سميتس على موقع أوليمبيديا (الإنجليزية)